# Lancaut
Lancaut (en gallois : Llan Cewydd) est un village médiéval déserté du Gloucestershire, en Angleterre, situé au bord de la rivière Wye, à environ dix kilomètres au nord de Chepstow.
Le village occupe un promontoire à col étroit formé par une courbe de la rivière qui sert de frontière entre l'Angleterre et le pays de Galles. Il reste peu de vestiges du village, à l'exception de son église.

## Géographie
Le chemin menant à Lancaut (de Woodcroft) passe par la forêt particulière de Wye valley, où l'on peut trouver des espèces rares et endémiques pour ces parages, comme le tilleul à petites feuilles. ll traverse un éboulis de gros galets, créé quand la carrière de pierre illégale datant des années d'après-guerre a détérioré quelques falaises calcaires.

## Toponymie
Le nom de Lancaut (historiquement épelé aussi Llancourt) est une anglicisation du gallois Llan Cewydd, ou « Église Saint Cewydd », un obscur saint gallois du VIe siècle.

## Histoire
La péninsule forme une position naturelle défensive et les remparts du fort de l'Âge du fer, connu sous le nom de Spital Meend, à travers ce passage, peuvent être identifiés même aujourd'hui,.
La péninsule et la paroisse de Lancaut, bien qu'elles soient situées sur la rive orientale de la rivière, restaient sous le contrôle gallois jusqu'au Xe siècle; vers 956 elles ont été incorporées dans le domaine anglais de Tidenham. Le village n'était pas grand, mais en 1306 il y avait dix ménages locataires et en 1551 y habitaient dix-neuf adultes.
Vers 1750, le village n'avait que deux maisons habitées, et en 1848, la paroisse ne comptait que seize habitants.
La paroisse civile a été fusionnée avec Tidenham en 1935.
En 1645, pendant la Première Révolution anglaise, le leader royaliste local, Sir John Wintour (ou Winter), a dirigé les troupes de Lydney à Lancaut pour tenter de fortifier un gué sur la Wye, mais il a subi une défaite et a été forcé de fuir en bateau. Cela a donné naissance à une légende locale du fait qu'il aurait sauté avec son cheval sur les falaises juste en-dessous de Lancaut, et les falaises ont été connues plus tard comme "un saut de Wintour"[pas clair].

## Lieux et monuments

### Église Saint-James

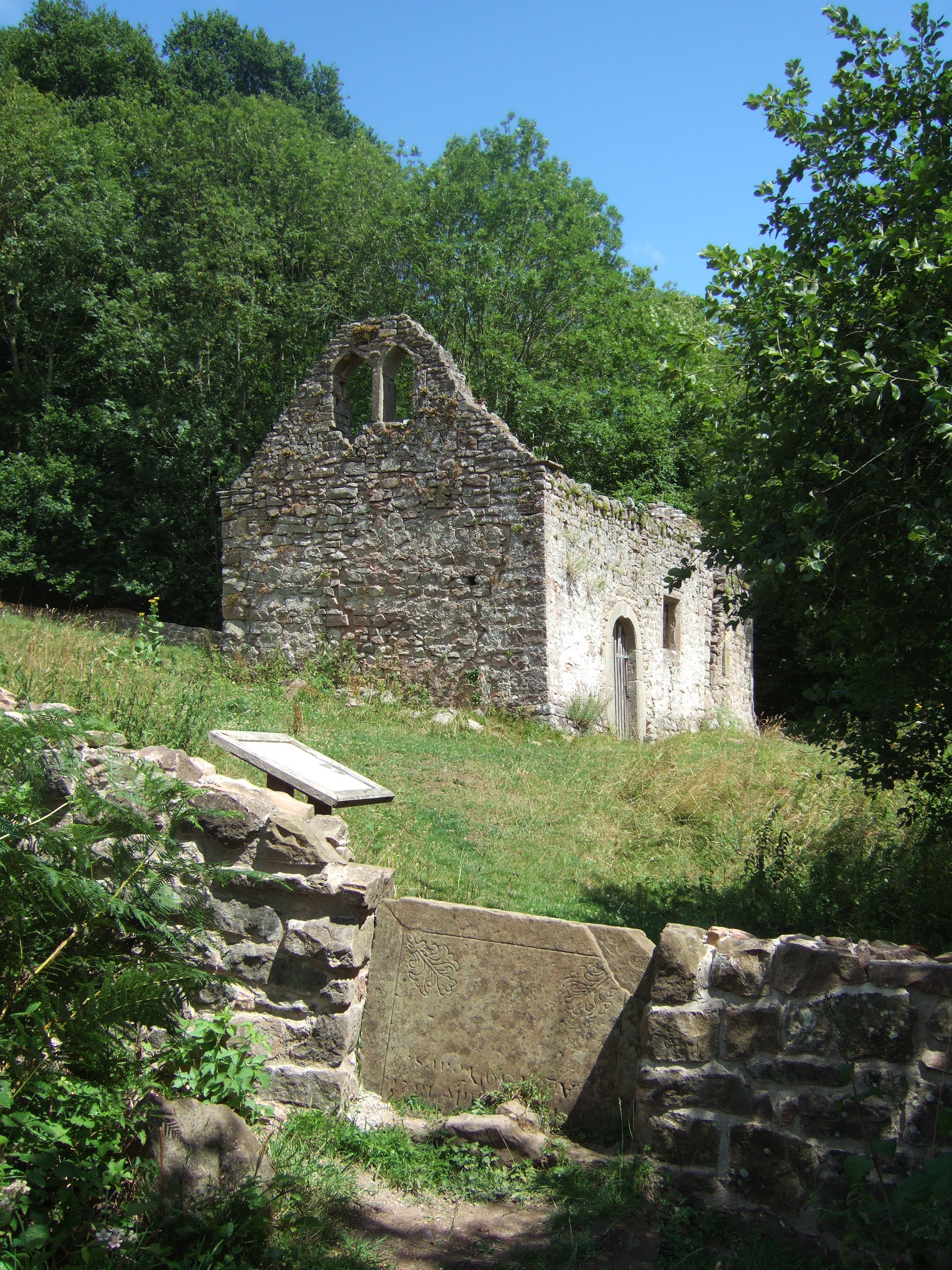
Église Saint-James.

Aujourd'hui la seule trace significative du village est l'église Saint James, qui constitue un bâtiment classé « grade II » sur le site du futur monument. Les témoignages ecclésiastiques dans le Livre de Llandaff évoquent une institution religieuse Iann ceuid, qui aurait pu y être établie vers 625,,. L'existence d'un monastère à cet endroit a été documentée vers 703. Pourtant, la construction de l'église date du XIIe siècle,, la voûte à travers l'autel se rapportant à cette époque. Il a été avancé une théorie selon laquelle l'habitation aurait été liée aux moines cisterciens qui ont établi leur abbaye à Tintern en 1131. Les fonts baptismaux dans l'église, qu'on compare aux autres exemples locaux de la même forme, peuvent être datés avec précision entre 1120 et 1140.
Jusqu'en 1711, l'église est une paroisse ecclésiastique indépendante. Après cette date, elle fusionne avec une autre paroisse locale, et la nouvelle cure de Woolaston devient la nouvelle habitation. Malgré cela, c'est fort probable que l'église ait été considérablement restaurée et reconstruite après cette date. En 1840, l'antiquaire George Ormerod fait des dessins qui immortalisent l'église avec des bancs et une chaire situés à l'intérieur.
En décembre 2013, le bâtiment de l'église est acquis pour une somme symbolique de 1 £ par le Trust pour la préservation « Forest of Dean Buildings ». Le Trust a l'intention de mettre en œuvre un programme pour stabiliser le bâtiment.